# Hypernova

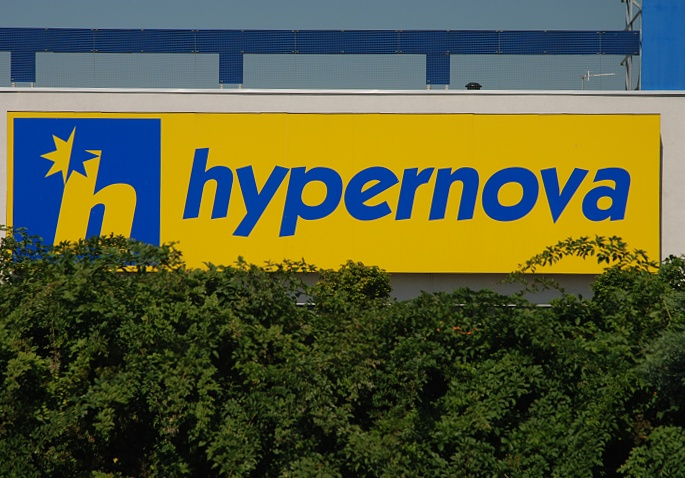
Oddział w Orłowej

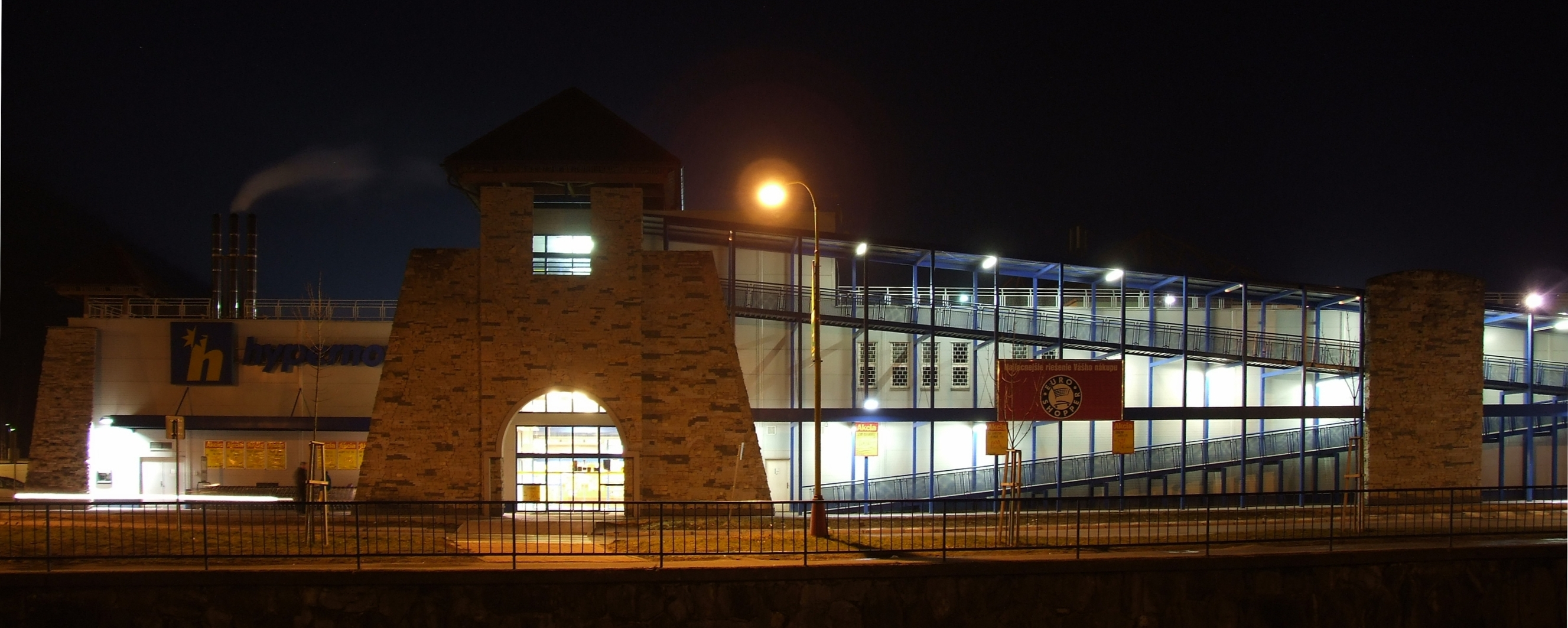
Hypernova w Rużomberku, ze stylizacją nawiązującą do murów miejskich

Hypernova – sieć sklepów wielkopowierzchniowych (hipermarketów), które należały do holenderskiego koncernu Ahold; w szczycie działalności w Polsce sieć obejmowała 27 sklepów.

## Kalendarium wydarzeń w Polsce
- 1998 – wraz z przejęciem całości udziałów przez Royal Ahold, 2 sklepy w Krakowie i Tychach, które dotychczas nazywały się Allkauf (właścicielami byli niemiecki Allkauf i Ahold)[1], zyskały nową nazwę Hypernova wywodzącą się z Czech, gdzie Royal Ahold otworzył pierwsze podobne sklepy. Nastąpiła intensywna budowa nowych obiektów.
- 2000 – otwarto sklepy w centrach handlowych Echo w Radomiu, Tarnowie, Piotrkowie Trybunalskim i Jeleniej Górze oraz sklepy w Łodzi i w Galerii Mokotów.
- 2001 – otwarto sklepy w Kędzierzynie-Koźlu[3], w Kutnie[4], w Bolesławcu[5], w Bielsku-Białej, w Chojnicach[6] i w Sosnowcu[7]
- 2002 – przejęto 5 sklepów Jumbo[1] od Jerónimo Martins (3 w Poznaniu oraz po 1 w Bydgoszczy i Łodzi). W szczytowym okresie sieć liczyła 27 sklepów. Afera księgowa Aholda w macierzystej Holandii odbiła się niekorzystnie również na kondycji finansowej polskiej spółki, na skutek czego w:
- tym samym roku – otwarto sklepy w Koninie, Elblągu i w Zamościu[8].
- 2003 – sprzedano sklepy w sosnowieckiej Plejadzie[9] i bydgoskiej Galerii Pomorskiej[10] Carrefourowi[1] i otwarto sklepy w Starogardzie Gdańskim i w Pabianicach[11].
- 2004 – otwarto sklep w Sochaczewie[12].
- 2005 – sprzedano 13 sklepów (12 Carrefourowi[13] i 1 Realowi[1]), jednocześnie w tym samym roku otwarto sklep w Gnieźnie oraz przemianowano sklep w Warszawie na Alberta[14].
- 2006 – otwarto 2 sklepy w Kwidzynie i Tczewie (mniej więcej równocześnie przemianowano sklep w Poznaniu na Alberta[15], a w Bełchatowie Alberta na Hypernovę[16]). W tym czasie w Polsce działało 15 sklepów Hypernova. Określane były mianem hipermarketów kompaktowych.
- 4 października 2007 – przejęcie wszystkich 15 sklepów Hypernova przez Carrefour[17].